# Carmelo Manresa i Balboa
Carmelo Manresa (Cox, 21 de gener de 1977) és un futbolista valencià, que juga com a defensa.

## Trajectòria
Format al planter de l'Hèrcules CF, puja al primer equip la temporada 95/96, tot jugant 13 partits l'any de l'ascens a la màxima divisió. A Primera, la 96/97, Carmelo tan sols apareix en 4 ocasions, els únics partits de la seua carrera en esta categoria. A l'any següent, no va tenir continuïtat amb els herculans, ara a Segona, i només hi disputa altres 4 partits.
Marxa al rival de l'Hèrcules, l'Elx CF, amb qui qualla un bona temporada 99/00. És titular, suma 36 partits i marca 2 gols, però cau de l'onze inicial il·licità a la campanya següent.
Posteriorment, la carrera de Carmelo ha estat unida a equips de Segona B i Tercera, com el Zamora CF, el Granada CF, el Benidorm CD, el Sangonera o el Novelda CF.